# Croisade de Barbastro
La Croisade de Barbastro est une expédition prêchée par le pape Alexandre II pour prendre aux Maures la cité espagnole de Barbastro (dans l'actuelle Aragon). Une importante armée, composée de combattants venus de toute la chrétienté occidentale, participa au siège de la cité (1064). Cette guerre est un épisode de la Reconquista, mais le caractère international de son armée, ainsi que le soutien de la papauté, en font un prélude aux Croisades.

## L'expédition
Le pape Alexandre II fut le premier à prêcher la Reconquista en 1064, la présentant comme une urgence de la Chrétienté. Elle fut également prêchée en Bourgogne, probablement avec le soutien de l'abbé Hugues de Cluny, frère de Thomas de Châlon qui mena un détachement. La volonté de participer à la croisade se propagea ailleurs qu'en France, selon le moine Aimé du Mont-Cassin, qui note que « grant chevalerie de Francoiz et de Borguegnons et d'autre gent » étaient présents au siège. De fait, une importante armée, composée principalement de Français et de Bourguignons, d'un contingent pontifical (avec quelques Normands), et une armée de combattants  catalans et aragonais, étaient présentes à Barbastro en 1064 quand le siège débuta.
Le chef du contingent papal était un Normand du nom de Guillaume de Montreuil ; celui des Espagnols Sanche Ramirez, roi d'Aragon, royaume fortement menacé au sud par les Maures. Le plus gros contingent, celui des Aquitains, était conduit par Guillaume VIII (ou Guy-Geoffroi), duc d'Aquitaine. Bien que la composition de l'armée soit encore sujette à controverse, la présence majoritaire de combattants d'origine franque est généralement acceptée.
Le duc d'Aquitaine conduisit son armée à travers les Pyrénées en passant par le col du Somport. Il fit la jonction avec l'armée catalane à Gérone au début de l'année 1064. L'armée complète prit Graus, qui avait d'abord résisté à deux assauts, puis marcha sur Barbastro, qui faisait alors partie du taïfa de Lérida, dirigé par al-Muzaffar. La cité, qui n'eut pas de secours depuis Lérida, et dont l'approvisionnement en eau avait été coupé, fut assiégée et rapidement prise. Les croisés pillèrent et saccagèrent la ville sans aucune pitié. On a dit que 50 000 musulmans furent tués.

## Conséquences
Le butin des croisés fut considérable : les chroniques mentionnent la capture de nombreuses femmes musulmanes ainsi que nombre de trésors. La direction de la ville fut donnée en fief à Armengol III, comte d'Urgell.
Pour empêcher l'armée chrétienne de progresser, les musulmans pratiquèrent la tactique de la terre brûlée. Le duc Guy-Geoffroy, pressé de revenir en ses terres, et les troupes chargées de butin en tirèrent prétexte pour faire demi-tour : l'expédition tourna court.
En 1065, les Maures contre-attaquèrent, reprirent la ville et massacrèrent la garnison, réduisant à néant le travail des croisés.
Thibauld, le chef des Bourguignons, mourut probablement des suites de ses blessures pendant son retour en France, après la reprise de la ville en 1065.
Volontairement grossie par les Clunisiens, la prise de Barbastro a un retentissement énorme dans la chrétienté. Auparavant, les chevaliers qui venaient combattre les Maures en Espagne le faisaient à titre individuel et se plaçaient sous l'autorité d'un roi ou d'un prince local. C'est la première fois qu'une armée franchit les Pyrénées dans ce but. Cette expédition est de ce fait considérée comme un prélude aux Croisades, qui débutent une trentaine d'années plus tard.

## Historiographie
L'historien Reinhart Dozy (1820 † 1883) fut le premier à commencer une étude de la Guerre de Barbastro en se basant sur de maigres sources, principalement les récits d'Aimé du Mont-Cassin et d'Ibn Hayyan. Il fut le premier à suggérer la participation de la papauté en s'appuyant sur une référence d'Ibn Hayyan parlant de la « chevalerie de Rome ». L'historiographie ultérieure a mis l'accent sur la participation clunisienne dans la croisade, probablement le résultat des tentatives récentes du roi Ferdinand Ier de Castille d'introduire la réforme clunisienne en Espagne, et sur la mort du roi Ramire Ier d'Aragon, survenue lors de la bataille de Graus.
Cette interprétation a été contestée dans les dernières décennies, en raison du lien avec la papauté et la situation en Italie. Il est soutenu qu'Alexandre était en lutte contre l'antipape Honorius II à ce moment et n'a pas pu prêcher la croisade et promettre des indulgences pour les guerriers avant 1073 et la campagne d'Ebles II de Roucy. Il est aussi soutenu que ce n'est pas Guillaume de Montreuil, mais Gui-Geoffroy qui était le chef des « Romains » mentionné par Ibn Hayyan.

### Sources et bibliographie
- (en) Cet article est partiellement ou en totalité issu de l’article de Wikipédia en anglais intitulé « War of Barbastro » (voir la liste des auteurs).
- (en) Charles Julian Bishko, « Fernando I and the Origins of the Leonese-Castilian Alliance With Cluny », Studies in Medieval Spanish Frontier History,‎ 1968 (lire en ligne)
- (es) Ramón Menéndez Pidal, La España del Cid
- Prosper Boissonnade, « Cluny, la papauté et la première grande croisade Internationale contre les sarrasins d'Espagne : Barbastro (1064-1065) », Revue des questions historiques,‎ 1932, p. 257–301
- (en) H. J. Chaytor, « The Reconquest », A History of Aragon and Catalonia, Londres, Methuan,‎ 1933 (lire en ligne)
- Philippe Sénac et Carlos Laliena Corbera, 1064, Barbastro : guerre sainte et djihad en Espagne, Paris, Gallimard, coll. « NRF essais », 2018, 228 p. (ISBN 978-2-072-76442-4).